# Чавула, Мозес
Мозес Чавула (англ. Moses Chavula; род. 8 августа 1985, Блантайр) — малавийский футболист, защитник. С 2003 по 2014 год выступал за национальную сборную Малави.

## Клубная карьера
Родился 8 августа 1985 года в столице Малави — городе Блантайр. Начал профессиональную карьеру в 2002 году в составе клуба «Сильвер Страйкерс». С 2005 по 2008 год играл в чемпионате Малави за «МТЛ Уондерерс». В 2008 году мог перейти в один из вьетнамских клубов, однако руководство Премьер-лиги Малави заблокировало сделку из-за участия в трансфере тренера сборной Малави Стивена Константайна. Позднее футболист имел предложения от «Мамелоди Сандаунз» из ЮАР.
В 2009 году стал игроком южноафриканского «Нати Лайонс», выступавшего во втором по силе дивизионе страны. Летом 2011 года перешёл в другой клуб из ЮАР — «Амазулу». Дебют в южноафриканской премьер-лиге состоялся 14 августа 2011 года в матче против «Мамелоди Сандаунз» (0:0). Отыграв за «Амазулу» один сезон вернулся в «МТЛ Уондерерс». В сентябре 2012 года находился на просмотре в ливанском клубе «Аль-Неймех» из Бейрута.
В 2013 года переехал в Мозамбик, где выступал в чемпионате Мозамбика за «Машакене» (2013), «Кошта да Сул» (2014) и «Виланкулу» (2015—2020).

## Карьера в сборной
Дебют в национальной сборной Малави состоялся 17 марта 2003 года в матче против Замбии (0:1). Участник Кубка КЕСАФА 2006. В 2010 году главный тренер сборной Киннах Фири включил Чавулу в состав команды для участия в Кубке африканских наций, состоявшемся в Анголе. На турнире Чавула отыграл во всех трёх играх группового раунда, однако Малави не удалось пройти в следующий раунд. В 2012 году футболист вновь сыграл на Кубке КЕСАФА. Всего за сборную выступал до 2014 года, проведя в её составе 87 матчей и забив 6 голов. В составе сборной являлся капитаном.